# 信息系统安全认证专家

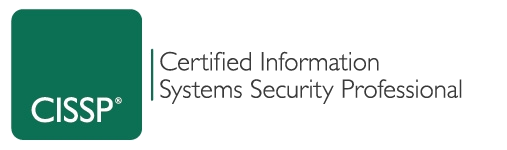
CISSP 商標

信息系统安全认证专家（Certified Information Systems Security Professional，CISSP）是一个独立的信息安全认证，认证由国际信息系统安全认证联盟（International Information Systems Security Certification Consortium）颁发，即(ISC)2。
截至2019年5月31日，在世界范围内有136480名(ISC)²成员持有CISSP认证，在171个国家中美国拥有的成员最多，有87343名成员持有CISSP认证。
2004年6月，CISSP获得ANSI ISO/IEC Standard 17024:2003认证。它还符合美国国防部（DoD）的DoDD 8570认证要求，并获得信息保证技术（IAT）、管理（IAM）和系统架构师和工程师（IASAE）类别的正式批准。

## 外部連結
- 官方网站